# Poodytes
Poodytes – rodzaj ptaków z rodziny świerszczaków (Locustellidae).

## Zasięg występowania
Rodzaj obejmuje gatunki występujące w Australii, Nowej Zelandii i na Nowej Gwinei.

## Morfologia
Długość ciała 14–18 cm; masa ciała 14–35 g.

## Systematyka
Rodzaj zdefiniował w 1851 roku niemiecki ornitolog Jean Cabanis w publikacji własnego autorstwa poświęconej zbiorom ornitologicznym znajdującym się w Museum Heineanum. Gatunkiem typowym jest (oznaczenie monotypowe) kępaczek trzcinowy (P. gramineus).

### Etymologia
- Poodytes: gr. ποα poa, ποας poas ‘trawa, łąka’; δυτης dutēs ‘nurek’, od δυω duō ‘nurkować’[6].
- Bowdleria: Richard Bowdler Sharpe (1847–1909), angielski ornitolog[7]. Gatunek typowy (późniejsze oznaczenie): Synallaxis punctata Quoy & Gaimard, 1830[8].
- Eremiornis: gr. ερημια erēmia ‘pustynia, pustkowie’; ορνις ornis, ορνιθος ornithos ‘ptak’[9]. Gatunek typowy (oznaczenie monotypowe): Eremiornis carteri North, 1900.

### Podział systematyczny
Do rodzaju należą następujące gatunki:
- Poodytes carteri (North, 1900) – kępaczek trawiasty
- Poodytes gramineus (Gould, 1845) – kępaczek trzcinowy
- Poodytes punctatus (Quoy & Gaimard, 1830) – kępaczek plamisty
- Poodytes rufescens (Buller, 1869) – kępaczek białogardły – takson wymarły
- Poodytes albolimbatus D’Albertis & Salvadori, 1879 – kępaczek bagienny